# 聖ヒエロニムスのいる風景 (パティニール)
『聖ヒエロニムスのいる風景』（せいヒエロニムスのいるふうけい、西: Paisaje con san Jerónimo、英: Landscape with Saint Jerome）は、初期フランドル派の画家ヨアヒム・パティニールが1516–1517年ごろ、板上に油彩で制作した絵画である。主題は、ヤコブス・デ・ウォラギネの『黄金伝説』にある聖ヒエロニムスの物語に由来している。作品は、フェリペ2世が購入し、エル・エスコリアルのヘロニモ (スペイン語で「ヒエロニムス」) 修道院に収められた。現在、マドリードのプラド美術館に所蔵されている。

## 作品
本作では、北ヨーロッパのキリスト教信仰が好んだ隠者の生涯という主題と風景を主体にした作品構成が融合している。画面に描かれているのは、生涯を信仰に捧げる聖人の模範である聖ヒエロニムスである。聖ヒエロニムスは、画面左下でライオンの脚に刺さったトゲを抜くところが描かれている。なお、聖ヒエロニムスにトゲを抜いてもらう前のライオンの姿は、画面右側にも見出すことができる。
パティニール以前にもロヒール・ファン・デル・ウェイデンやハンス・メムリンクが同様のテーマを描いているが、パティニールはそうした先達に比べて人物像よりも風景に大きな比重を与えている。さらに、パティニールは聖ヒエロニムスを枢機卿の姿ではなく、隠者として描いている。また、場面もベツレヘムの修道院ではなく、頭蓋骨と十字架が置かれた洞窟となっている。頭蓋骨を加えていることも本作の新しい趣向である。このメメント・モリ (「死を想え」の意) の象徴は本来、イタリア起源のものであり、北方美術ではドイツのアルブレヒト・デューラーが1514年に聖ヒエロニムスを表した版画で初めて導入したものである。このように本作は、聖人伝とフランドル美術の伝統をもとにしつつも、斬新な聖人図像となっている。
作品は水平線を高く配置することで自然、人物像、空間のすべてに奥行きが生じている。画面は2分割される。すなわち、荒れ模様の空があり、縦のラインからなる地形の左側と、明るい空があり、地平線へと続く横のラインからなる地形の右側であり、両側は見事な対比をなしている。尖った岩壁のある風景はパティニールの故郷ナミュール地方のものである。
なお、パティニールの他の作品では、『聖アントニウスの誘惑』 (プラド美術館) のように人物像はクエンティン・マサイスなど他の画家の手によって描かれているものもあるが、本作の人物像はパティニールに典型的なもので、パティニール自身が描いている。